# 新笛
新笛又稱作十一孔笛，以十二平均律的原理改製的笛子。最早在1930年代由丁西林（1893—1974）所設計及製作。

## 特性及音域
新笛是在原本6個按孔的傳統笛子上增加5個按孔，較於簫多3個。增加按孔在於試圖解決傳統笛、簫不易控制半音的缺點。藉由11個孔的設計，能夠完整吹出8度音中任何1個半音，而轉調時可因調性不同，讓不同的手指固定按住孔，即可達成轉調的目的，省去傳統笛子轉調常必須換樂器的情形。
另一個與傳統笛子重大的差異，是將使笛子具有特殊音色的笛膜取消，因此新笛的音色不如曲笛或梆笛明亮清脆，而是一種介於簫和長笛之間較溫厚的音色。
其長度和音域與G調大笛和相同，音域也同於最常用的G調簫，常用的音域為從低音的D到高音的E，共18度音。高音f、g偶爾會使用，但音色不佳。

## 音樂上的作用
在近現代出現的國樂團中，新笛扮演了笛類樂器中，中低音域的角色，與交響樂團中的長笛有類似的作用。因其指法難度較高，且音量不足，因此也經常用音域音色都較類似的大笛、簫，或直接以長笛來取代，亦有以曲笛在膜孔上貼膠帶以模仿新笛音色。
新笛只有少量獨奏曲，但因為其指法不便、音色變化也較少，在表現力上不如大笛和簫，而其主要優點的半音音階，則較適於演奏西方風格的樂曲，但相較於西洋長笛的較寬的音域和較佳的共鳴音色，又遠遠不如，這使得新笛在獨奏藝術的發展上受到了很大的限制。